# Желим те
Желим те (шп. Tengo ganas de ti)) шпански је љубавни филм из 2012. Режију потписује Фернандо Гонзалес Молина, по сценарију Рамона Салазара. Темељи се на истоименом роману аутора Федерика Моче из 2006. Наставак је филма Три метра изнад неба (2010). Главне улоге тумаче Марио Касас, Клара Лаго и Марија Валверде.

## Радња
Након две године проведене у Лондону, Аће се враћа у Шпанију са намером да крене испочетка. Али сећање на Баби, његову прву љубав прати га где год да је, као и страх да се суочи са њом. Аће у Мадриду добија нов посао, стиче нове пријатеље, упознаје друге девојке и дефинитивно започиње нову фазу у свом животу. У његовом животу се такође појављује сексипилна Хин да оживи магију прве љубави.

## Улоге
| Глумац           | Улога         |
| ---------------- | ------------- |
| Марио Касас      | Уго „Аће”     |
| Карла Лаго       | Хинебра „Хин” |
| Марија Валверде  | Баби          |
| Марина Салас     | Катина        |
| Алваро Сервантес | Пиле          |
| Дијего Мартин    | Алекс         |
| Антонио Веласкез | Змија         |
| Нереа Камачо     | Данијела      |
| Кристина Плазас  | Рафаела       |
| Ђорди Бош        | Клаудио       |
| Луис Фернандез   | Ел Ћино       |